# Баскина, Елена Владимировна
Баскина Елена Владимировна (род. 8 декабря 1966, Новосибирск) — российская скрипачка, Заслуженная артистка Российской Федерации (2002), профессор кафедры струнных инструментов Новосибирской Государственной Консерватории (академии) им. М. И. Глинки.

## Биография

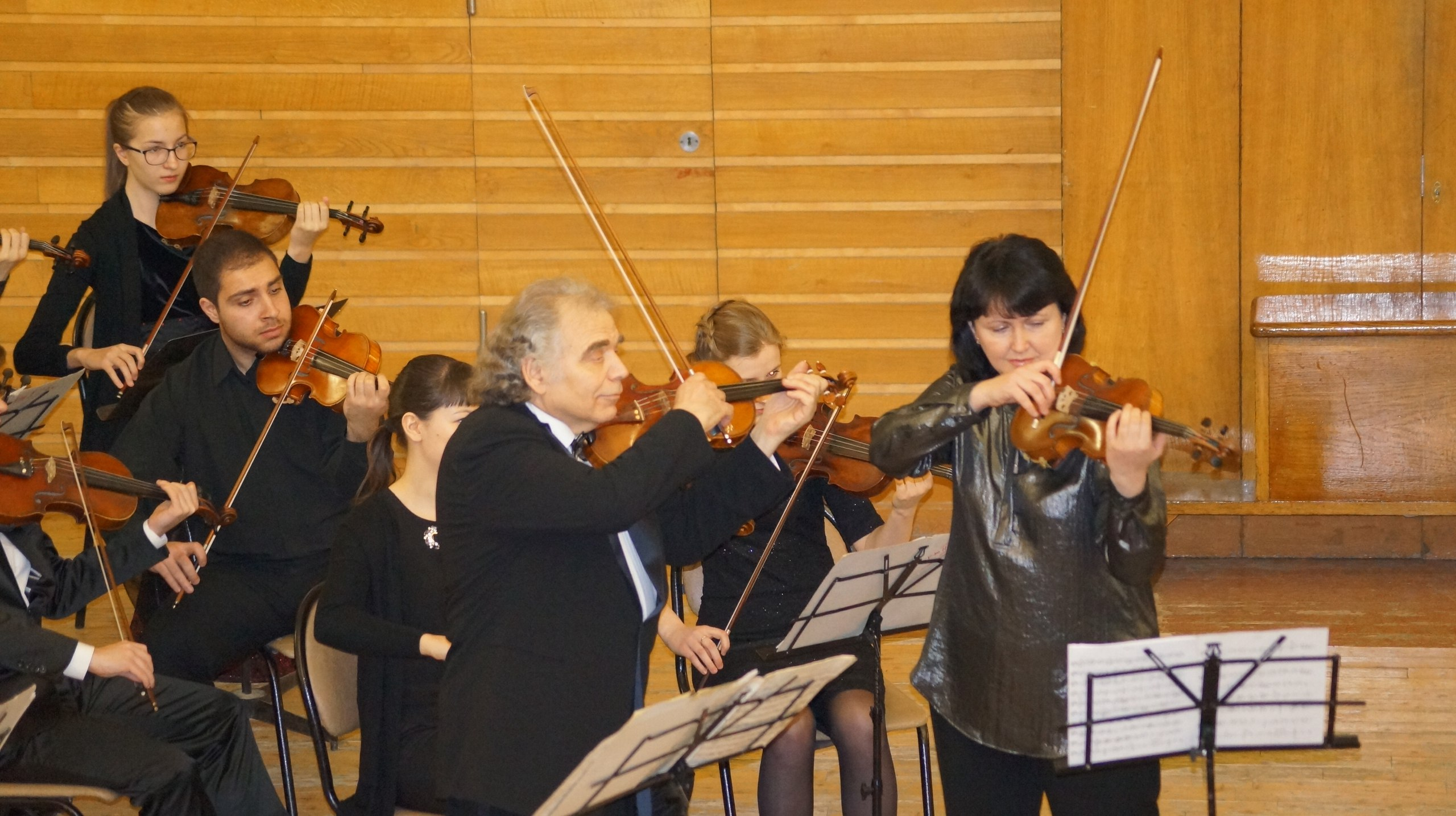
Елена Баскина в дуэте с Захаром Броном на открытии международного конкурса скрипачей в Новосибирске (2016)

Елена Баскина родилась в Новосибирске, училась в школе № 153.
В 1990 году окончила Новосибирскую Государственную Консерваторию (академию) им. М. И. Глинки по классу скрипки профессора М. Б. Либермана.
В 1996 году там же окончила ассистентуру-стажировку по классу профессора А. В. Гвоздева.
Более 25 лет преподает в Новосибирской специальной музыкальной школе, колледже НГК (Музыкальный лицей НГК), а также является профессором Новосибирской Государственной Консерватории (академии) им. М. И. Глинки. Среди её учеников — огромное количество лауреатов региональных, всероссийских и международных конкурсов в городах России, а также за рубежом.
В 2008 году ученица Е. В. Баскиной Александра Адьянова заняла первое место (золотая медаль) в VII Молодёжных Дельфийских играх.
В 2012 году Вероника Свешникова заняла второе место (серебряная медаль) в XII Молодёжных Дельфийских играх.
Ученики Е. В. Баскиной активно выступают на концертных площадках и залах города Новосибирска и других городов России, в качестве солистов с симфоническими оркестрами.
Елена ведет активную концертную деятельность в составе Новосибирского симфонического оркестра, где является концертмейстером группы вторых скрипок, и с которым гастролирует по городам России, Европы и ближнего зарубежья. Выступает в составе фортепианного трио.
Неоднократная участница World Orchestra for Peace.
Регулярно принимает участие в работе жюри конкурсов разного уровня ряда российских городов, такие, как Международный конкурс скрипачей в Новосибирске (2013, 2016), проводила мастер-классы в Новосибирске, Санкт-Петербурге, Иркутске, Южной Корее и др.
Сегодня Елена Владимировна — один из ведущих педагогов Новосибирска. Является заместителем кафедры струнных инструментов Новосибирской Государственной Консерватории (академии) им. М. И. Глинки.